# Swyre Head (Kingston)
Swyre Head ist der höchste Punkt der Purbeck Hills und der Isle of Purbeck in Dorset, England. 
Er trägt denselben Namen wie der Swyre Head an der Jurassic Coast. Die beiden Swyre Heads liegen etwa 18 Kilometer auseinander.

## Lage
Der Hügel Swyre Head der Purbeck Hills liegt etwa 2 Kilometer südwestlich des Dorfes Kingston, etwa 5 Kilometer südlich von Corfe Castle (Ort) und Corfe Castle und 8 Kilometer westlich von Swanage. 
Swyre Head ist etwa 800 Meter von der Küste zurück versetzt und liegt damit nicht am Wanderweg South West Coast Path. Er kann aber von den Dörfern von Kingston und Kimmeridge gut erreicht werden.
Am Swyre Head befindet sich ein Trigonometrischer Punkt mit 203 Metern Höhe, aber ein Tumulus (Grabhügel), jetzt vollständig begrünt, bildet den höchsten Punkt mit 208 Metern über dem Meeresspiegel.

## Geologie
Swyre Head besteht aus Kreide und ist ein Teil der umfangreichen Südenglischen Kreideformation. 